# Coppa del mondo di ciclismo su pista 2010-2011
La coppa del mondo di ciclismo su pista 2010–2011, diciannovesima edizione della competizione, si svolse in quattro prove tra il 2 dicembre 2010 e il 20 febbraio 2011.
In ognuno dei quattro eventi si tennero competizioni, sia maschili che femminili, nelle cinque specialità della pista inserite nel programma dei Giochi olimpici 2012. 
- Tre prove individuali: velocità, keirin e omnium (che comprende giro lanciato, corsa a punti, corsa a eliminazione, inseguimento individuale, scratch e cronometro di 500 metri per le donne e di un chilometro per gli uomini).
- Due prove a squadre: la velocità a squadre e inseguimento a squadre.

Gli organizzatori di ogni manche ebbero comunque la possibilità di aggiungere competizioni supplementari nelle altre specialità facenti parte del programma dei campionati del mondo.

## Classifica per nazioni
| Pos. | Paese/Squadra | Mel | Cal | Pec | Man | Punti |
| ---- | ------------- | --- | --- | --- | --- | ----- |
| 1    | Francia       | 61  | 100 | 80  | 67  | 308   |
| 2    | Regno Unito   | 82  | 109 | 51  | 60  | 302   |
| 3    | Australia     | 85  | 13  | 42  | 78  | 218   |
| 4    | Nuova Zelanda | 47  | 62  | 45  | 55  | 209   |
| 5    | Paesi Bassi   | 70  | -   | 62  | 49  | 181   |
| 6    | Germania      | 43  | 53  | 25  | 38  | 159   |
| 7    | Cina          | 31  | 5   | 60  | 46  | 142   |
| 8    | Spagna        | 31  | 32  | 21  | 26  | 110   |
| 9    | Canada        | 27  | 36  | 39  | -   | 102   |
| 10   | Russia        | 8   | 35  | 47  | 15  | 98    |

## Specialità

### Keirin
| Data              | Luogo             | Vincitore            | Vincitrice         |
| ----------------- | ----------------- | -------------------- | ------------------ |
| 2/4 dicembre      | Melbourne         | Chris Hoy            | Anna Meares        |
| 16/18 dicembre    | Cali              | Azizulhasni Awang    | Victoria Pendleton |
| 21/23 gennaio     | Pechino           | Simon Van Velthooven | Clara Sanchez      |
| 18/20 febbraio    | Manchester        | Chris Hoy            | Guo Shuang         |
| Classifica finale | Classifica finale | Azizulhasni Awang    | Clara Sanchez      |

### Velocità
| Data              | Luogo             | Vincitore     | Vincitrice         |
| ----------------- | ----------------- | ------------- | ------------------ |
| 2/4 dicembre      | Melbourne         | Shane Perkins | Anna Meares        |
| 16/18 dicembre    | Cali              | Kévin Sireau  | Kristina Vogel     |
| 21/23 gennaio     | Pechino           | Kévin Sireau  | Ljubov Šulika      |
| 18/20 febbraio    | Manchester        | Kévin Sireau  | Anna Meares        |
| Classifica finale | Classifica finale | Kévin Sireau  | Victoria Pendleton |

### Velocità a squadre
| Data              | Luogo             | Vincitore                                                | Vincitrice                                      |
| ----------------- | ----------------- | -------------------------------------------------------- | ----------------------------------------------- |
| 2/4 dicembre      | Melbourne         | Regno Unito Jason Kenny, Matthew Crampton, Chris Hoy     | Cina Gong Jinjie, Guo Shuang                    |
| 16/18 dicembre    | Cali              | Francia Grégory Baugé, Kévin Sireau, Michaël d'Almeida   | Regno Unito Jessica Varnish, Victoria Pendleton |
| 21/23 gennaio     | Pechino           | Francia François Pervis, Kévin Sireau, Michaël d'Almeida | Cina Gong Jinjie, Lin Junhong                   |
| 18/20 febbraio    | Manchester        | Francia Grégory Baugé, Kévin Sireau, Michaël d'Almeida   | Australia Anna Meares, Kaarle McCulloch         |
| Classifica finale | Classifica finale | Francia                                                  | Cina                                            |

### Inseguimento individuale
| Data              | Luogo             | Vincitore     | Vincitrice    |
| ----------------- | ----------------- | ------------- | ------------- |
| 2/4 dicembre      | Melbourne         | non disputata | non disputata |
| 16/18 dicembre    | Cali              | non disputata | Alison Shanks |
| 21/23 gennaio     | Pechino           | non disputata | non disputata |
| 18/20 febbraio    | Manchester        | Rohan Dennis  | non disputata |
| Classifica finale | Classifica finale | Rohan Dennis  | Alison Shanks |

### Inseguimento a squadre
| Data              | Luogo             | Vincitore                                  | Vincitrice                                                  |
| ----------------- | ----------------- | ------------------------------------------ | ----------------------------------------------------------- |
| 2/4 dicembre      | Melbourne         | Australia Bobridge, Hepburn, Howard, Meyer | Australia Katherine Bates, Sarah Kent, Josephine Tomic      |
| 16/18 dicembre    | Cali              | Nuova Zelanda Bewley, Gough, Ryan, Sergent | Nuova Zelanda Rushlee Buchanan, Lauren Ellis, Alison Shanks |
| 21/23 gennaio     | Pechino           | Russia Chatuncev, Kovalëv, Markov, Serov   | Nuova Zelanda Rushlee Buchanan, Kaytee Boyd, Jaime Nielsen  |
| 18/20 febbraio    | Manchester        | Regno Unito Burke, Clancy, Thomas, Wiggins | Regno Unito Wendy Houvenaghel, Joanna Rowsell, Sarah Storey |
| Classifica finale | Classifica finale | Spagna                                     | Nuova Zelanda                                               |

### Omnium
| Data              | Luogo             | Vincitore       | Vincitrice      |
| ----------------- | ----------------- | --------------- | --------------- |
| 2/4 dicembre      | Melbourne         | Shane Archbold  | Leire Olaberría |
| 16/18 dicembre    | Cali              | Edward Clancy   | Sarah Hammer    |
| 21/23 gennaio     | Pechino           | Samuel Harrison | Tara Whitten    |
| 18/20 febbraio    | Manchester        | Shane Archbold  | Sarah Hammer    |
| Classifica finale | Classifica finale | Zachary Bell    | Tara Whitten    |

### Corsa a punti
| Data              | Luogo             | Vincitore     | Vincitrice       |
| ----------------- | ----------------- | ------------- | ---------------- |
| 2/4 dicembre      | Melbourne         | non disputata |                  |
| 16/18 dicembre    | Cali              | non disputata | Giorgia Bronzini |
| 21/23 gennaio     | Pechino           | Artur Eršov   | non disputata    |
| 18/20 febbraio    | Manchester        | non disputata |                  |
| Classifica finale | Classifica finale | Artur Eršov   | Giorgia Bronzini |

### Cronometro
| Data              | Luogo             | Vincitore       | Vincitrice 500m |
| ----------------- | ----------------- | --------------- | --------------- |
| 2/4 dicembre      | Melbourne         | non disputata   | Anna Meares     |
| 16/18 dicembre    | Cali              | non disputata   |                 |
| 21/23 gennaio     | Pechino           | François Pervis | non disputata   |
| 18/20 febbraio    | Manchester        | non disputata   |                 |
| Classifica finale | Classifica finale | François Pervis | Anna Meares     |

### Scratch
| Data              | Luogo             | Vincitore      | Vincitrice         |
| ----------------- | ----------------- | -------------- | ------------------ |
| 2/4 dicembre      | Melbourne         | non disputata  |                    |
| 16/18 dicembre    | Cali              | Morgan Kneisky | non disputata      |
| 21/23 gennaio     | Pechino           | non disputata  |                    |
| 18/20 febbraio    | Manchester        | non disputata  | Anastasija Čulkova |
| Classifica finale | Classifica finale | Morgan Kneisky | Anastasija Čulkova |

### Americana
| Data              | Luogo             | Vincitore                             |
| ----------------- | ----------------- | ------------------------------------- |
| 2/4 dicembre      | Melbourne         | Australia Leigh Howard, Cameron Meyer |
| 16/18 dicembre    | Cali              | non disputata                         |
| 21/23 gennaio     | Pechino           | non disputata                         |
| 18/20 febbraio    | Manchester        | non disputata                         |
| Classifica finale | Classifica finale | Australia                             |